# Samouillan
Samouillan település Franciaországban, Haute-Garonne megyében. Lakosainak száma 110 fő (2022. január 1.). Samouillan Lussan-Adeilhac, Bachas, Benque, Francon és Terrebasse községekkel határos.

## Népesség
A település népessége az elmúlt években az alábbi módon változott:
| Lakosok száma | 154  | 124  | 99   | 100  | 130  | 132  | 124  | 112  | 111  | 110  |
|               | 1968 | 1982 | 1990 | 2006 | 2013 | 2015 | 2017 | 2019 | 2020 | 2022 |